# Niseko
Niseko (jap. ニセコ町 Niseko-chō) – miasto w Japonii, w prefekturze Hokkaido, w podprefekturze Shiribeshi. Według danych na rok 2020 miejscowość zamieszkiwało 5 074 mieszkańców , a gęstość zaludnienia wyniosła 25,7 os./km².